# Светско првенство у пливању 2019 — 1.500 м слободно за мушкарце
Такмичење у пливању у дисциплини 1.500 метара слободним стилом за мушкарце на Светском првенству у пливању 2019. одржано је 27. јула (квалификације) и 28. јула (финале) као једна од дисциплина Светског првенства у воденим спортовима. Трке су се одржавале у базену Универзитетског спортског центра Намбу у јужнокорејском граду Квангџуу.
За трке у овој дисциплини било је пријављено 35 такмичара из 28 земаља. Нови светски првак постао је репрезентативац Немачке Флоријан Велброк који је финалну трку испливао у времену 14:36,54 минута. Сребрну медаљу освојио је члан репрезентације Украјине Михајло Романчук, док је бронзана медаља припала браниоцу титуле из 2017, Грегорију Палтринијерију из Италије.

## Освајачи медаља
|                        | Резултат |                        | Резултат |                             | Резултат |
|                        |          |                        |          |                             |          |
| Флоријан Велброк (НЕМ) | 14:36,54 | Михајло Романчук (УКР) | 14:37,63 | Грегорио Палтринијери (ИТА) | 14:38,75 |

## Званични рекорди
Пре почетка такмичења званични свестки рекорд и рекорд шампионата у овој дисциплини су били следећи:
| Рекорд                         | Име             | Резултат | Место                         | Датум           |
| ------------------------------ | --------------- | -------- | ----------------------------- | --------------- |
| Светски рекорд СР              | Суен Јанг (КИН) | 14:31,02 | Лондон (Уједињено Краљевство) | 4. август 2012. |
| Рекорд светских првенстава РПр | Суен Јанг (КИН) | 14:34,14 | Шангај (Кина)                 | 31. јул 2011.   |

## Резултати квалификација
За такмичење у тркама на 1.500 метара слободним стилом за мушкарце било је пријављено 35 такмичара из 28 земаља, а свака од земаља имала је право на максимално два такмичара у овој дисциплини. Квалификационе трке одржане су 27. јула у јутарњем делу програма, са почетком од 11:17 по локалном времену, пливало се у 4 квалификационе групе, а пласман у финале остварило је 8 такмичара са најбољим резултатима.
| Пл. | Група | Стаза | Пливач                | Репрезентација   | Време    | Нап.  |
| --- | ----- | ----- | --------------------- | ---------------- | -------- | ----- |
| 1.  | 4     | 5     | Грегорио Палтринијери | Италија          | 14:45,80 | КВ    |
| 2.  | 4     | 4     | Флоријан Велброк      | Немачка          | 14:47,52 | КВ    |
| 3.  | 3     | 4     | Михајло Романчук      | Украјина         | 14:47,54 | КВ    |
| 4.  | 4     | 1     | Александар Нергорд    | Данска           | 14:47,75 | КВ НР |
| 5.  | 4     | 2     | Хенрик Кристијансен   | Норвешка         | 14:50,28 | КВ    |
| 6.  | 3     | 2     | Доменико Ачеренца     | Италија          | 14:52,03 | КВ    |
| 7.  | 3     | 7     | Давид Обри            | Француска        | 14:53,38 | КВ    |
| 8.  | 3     | 1     | Сергеј Фролов         | Украјина         | 14:55,06 | КВ    |
| 9.  | 4     | 7     | Дамијен Жоли          | Француска        | 14:55,51 |       |
| 10. | 3     | 6     | Јан Мицка             | Чешка            | 14:59,05 |       |
| 11. | 4     | 3     | Џордан Вилимовски     | Сједињене Државе | 14:59,94 |       |
| 12. | 2     | 4     | Акош Калмар           | Мађарска         | 15:00,99 |       |
| 13. | 3     | 5     | Данијел Џервис        | Велика Британија | 15:01,50 |       |
| 14. | 3     | 9     | Нгујен Хуј Хоанг      | Вијетнам         | 15:02,35 |       |
| 15. | 4     | 8     | Антон Ипсен           | Данска           | 15:04,02 |       |
| 16. | 3     | 3     | Џек Маклафлин         | Аустралија       | 15:04,64 |       |
| 17. | 3     | 8     | Рувен Штрауб          | Немачка          | 15:05,51 |       |
| 18. | 4     | 0     | Иља Дружињин          | Русија           | 15:07,93 |       |
| 19. | 2     | 9     | Ахмед Акрам           | Египат           | 15:13,25 |       |
| 20. | 2     | 3     | Гергељ Ђурта          | Мађарска         | 15:14,20 |       |
| 21. | 2     | 5     | Ђи Синђе              | Кина             | 15:15,41 |       |
| 22. | 2     | 6     | Диого Виљарињо        | Бразил           | 15:15,91 |       |
| 23. | 4     | 9     | Војћех Војдак         | Пољска           | 15:16,14 |       |
| 24. | 2     | 7     | Вук Челић             | Србија           | 15:17,79 |       |
| 25. | 3     | 0     | Гиљерме Коста         | Бразил           | 15:20,73 |       |
| 26. | 4     | 6     | Зејн Грот             | Сједињене Државе | 15:21,43 |       |
| 27. | 2     | 2     | Димитриос Негрис      | Грчка            | 15:25,71 |       |
| 28. | 2     | 0     | Ким Вумин             | Јужна Кореја     | 15:26,17 |       |
| 29. | 2     | 8     | Хванг Гуотинг         | Кинески Тајпеј   | 15:33,53 |       |
| 30. | 2     | 1     | Афлах Правира         | Индонезија       | 15:38,34 |       |
| 31. | 1     | 5     | Хоакин Морено         | Аргентина        | 15:48,98 |       |
| 32. | 1     | 3     | Арјан Нехра           | Индија           | 15:59,47 |       |
| 33. | 1     | 6     | Чеук Минг Хо          | Хонгконг         | 16:03,96 |       |
| 34. | 1     | 4     | Оли Мортенсен         | Фарска Острва    | 16:17,71 |       |
| 35. | 1     | 2     | Адиб Халил            | Либан            | 16:19,51 |       |

## Финале
Финална трка је одржана 28. јула са почетком од 20:17 по локалном времену.
| Пл. | Стаза | Пливач                | Репрезентација | Време    | Нап. |
| --- | ----- | --------------------- | -------------- | -------- | ---- |
|     | 5     | Флоријан Велброк      | Немачка        | 14:36,54 |      |
| 2   | 3     | Михајло Романчук      | Украјина       | 14:37,63 |      |
| 3   | 4     | Грегорио Палтринијери | Италија        | 14:38,75 |      |
| 4.  | 1     | Давид Обри            | Француска      | 14:44,72 | НР   |
| 5.  | 2     | Хенрик Кристијансен   | Норвешка       | 14:45,35 | НР   |
| 6.  | 7     | Доменико Ачеренца     | Италија        | 14:52,05 |      |
| 7.  | 8     | Сергеј Фролов         | Украјина       | 15:01,04 |      |
| 8.  | 6     | Александар Норгард    | Данска         | 15:20,47 |      |